# Замок Плессі-Бурре
Замок Плессі-Бурре (фр. Château du Plessis-Bourré) розташований у комуні Écuillé неподалік від Анжера (фр. Anger) в департаменті Мен і Луара (фр. Maine-et-Loire) у Франції і є одним з чудових замків Луари нарівні з такими, як Анжерський замок, Шомон, Шенонсо або Сомюр. Замок прекрасно зберігся і його нинішній вигляд майже не відрізняється від того, що був створений майже п'ять століть тому.

## Історія
Історія замку Плессі-Бурре починається в 1462 році, коли Жан Бурре (Jean Bourré), скарбник і довірена особа короля Людовика XI (Louis XI), отримує у володіння землі Плессі-ле-Вен (Plessis-le Vent). Вже в 1468 році Жан починає будівництво замку на місці колишнього феодального маєтку. Через п'ять років, в 1473-му, будівництво замку було завершене.
Основна ідея при будівництві замку полягала в тому, щоб створити маленьку фортецю з усіма елементами, що личать, і в той же час замок повинен був стати резиденцією свого власника з усіма належними зручностями і можливістю проводити пишні бали і свята. До честі архітекторів Плессі-Бурре повністю відповідає цим критеріям.
Про подальшу історію Плессі-Бурре невідоме практично нічого достовірного, аж до арешту в 1793 році власника замку, графа Руіє (Ruillé).
У час Першої світової війни замок був реквізований для військових потреб, і в нім був влаштований госпіталь.
Під час Другої світової війни в нім розташовувалося американське посольство, і замок не постраждав.
У 1955 році, після смерті власника, його племінник відкрив замок для публіки.
Нині замком управляє сім'я Реє-Су  (Reille-Soult).

## Ресурси Інтернету
- Вікісховище має мультимедійні дані за темою: Замок Плессі-Бурре
- Офіційний сайт замку Плессі-Бурре [Архівовано 11 березня 2021 у Wayback Machine.](фр.)(англ.)
- - bourre.html Історія і архітектура Плессі-Бурре на www.allcastles.ru(рос.)